# Üçkonak, Gazipaşa
Üçkonak là một xã thuộc huyện Gazipaşa, tỉnh Antalya, Thổ Nhĩ Kỳ. Dân số thời điểm năm 2011 là 159 người.